# 마리야 라시츠케네
마리야 알렉산드로브나 라시츠케네(러시아어: Мари́я Алекса́ндровна Ласицке́не, 러시아어 발음: [mɐˈrʲijə ləsʲɪtsˈkʲenɨ], 1993년 1월 14일~)는 러시아의 육상 선수로 주 종목은 높이뛰기이다. 2020년 하계 올림픽에서 여자 높이뛰기 금메달을 획득했으며 세계 선수권 대회에서 3회 우승을 차지했다.

## 경력
러시아 카바르디노발카르 공화국 프로흘라드니 출신으로 10세 때 육상을 시작했다.

## 개인사
결혼 전 이름은 마리야 알렉산드로브나 쿠치나(러시아어: Мари́я Алекса́ндровна Ку́чина)로 2017년 3월 러시아의 스포츠 기자인 블라다스 라시츠카스와 결혼하면서 남편의 성씨를 따랐다.

## 같이 보기
- 높이뛰기